# 祝汉
祝汉（1909年—1975年？），一译祝兴，柬埔寨政治家。
祝汉在1958年至1962年期间担任柬埔寨国民议会主席。1960年诺罗敦·苏拉玛里特国王去世后，曾两度代行柬埔寨王国国家元首职务。祝汉在高棉共和国时期曾担任过国家元首郑兴的顾问。1971年，他曾被提名担任总理，但他于5月1日予以拒绝。